# صمويل ليند
صمويل كولفيل ليند (بالإنجليزية: Samuel C. Lind) (15 يونيو 1879 - 12 فبراير 1965) هو كيميائي أشعة، عرف بأب علم الكيمياء الإشعاعية الحديث، عمل كرئيس للجميعة الأمريكية الكهروكيميائية في عام 1927 ثم انتخب عضوًا للأكاديمية الوطنية للعلوم في عام 1930 وأصبح رئيسًا للجمعية الكيميائية الأمريكية في عام 1940. ومن بين الجوائز التي حققها هي قلادة بريستلي في عام 1952.